# Gulvattrad lorikit
Gulvattrad lorikit (Trichoglossus chlorolepidotus) är en fågel i familjen östpapegojor inom ordningen papegojfåglar.

## Utbredning och systematik
Fågeln förekommer enbart i kustnära östra Australien (norra Queensland och New South Wales). Den behandlas som monotypisk, det vill säga att den inte delas in i några underarter.

## Status
IUCN kategoriserar arten som livskraftig.

## Bilder

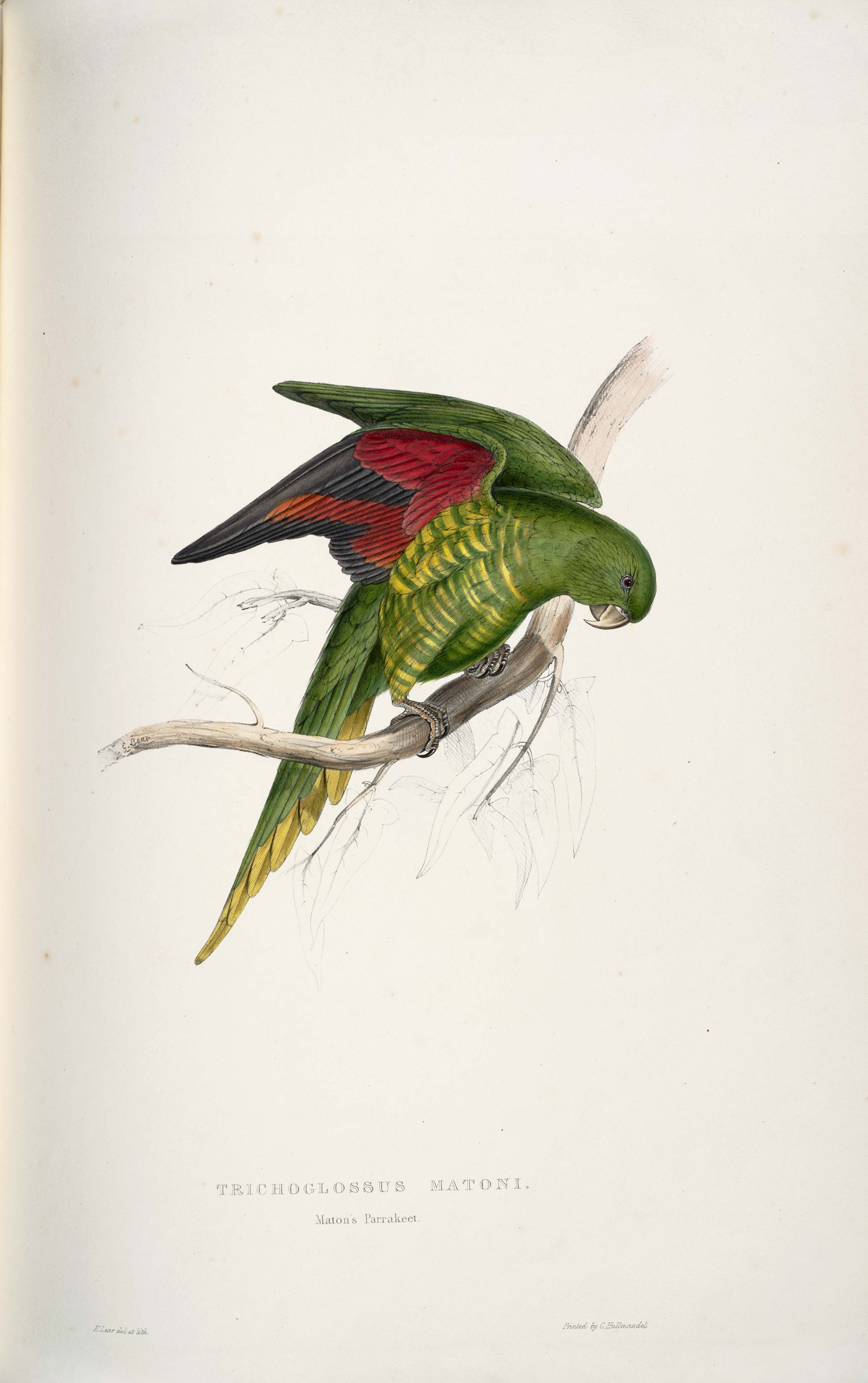
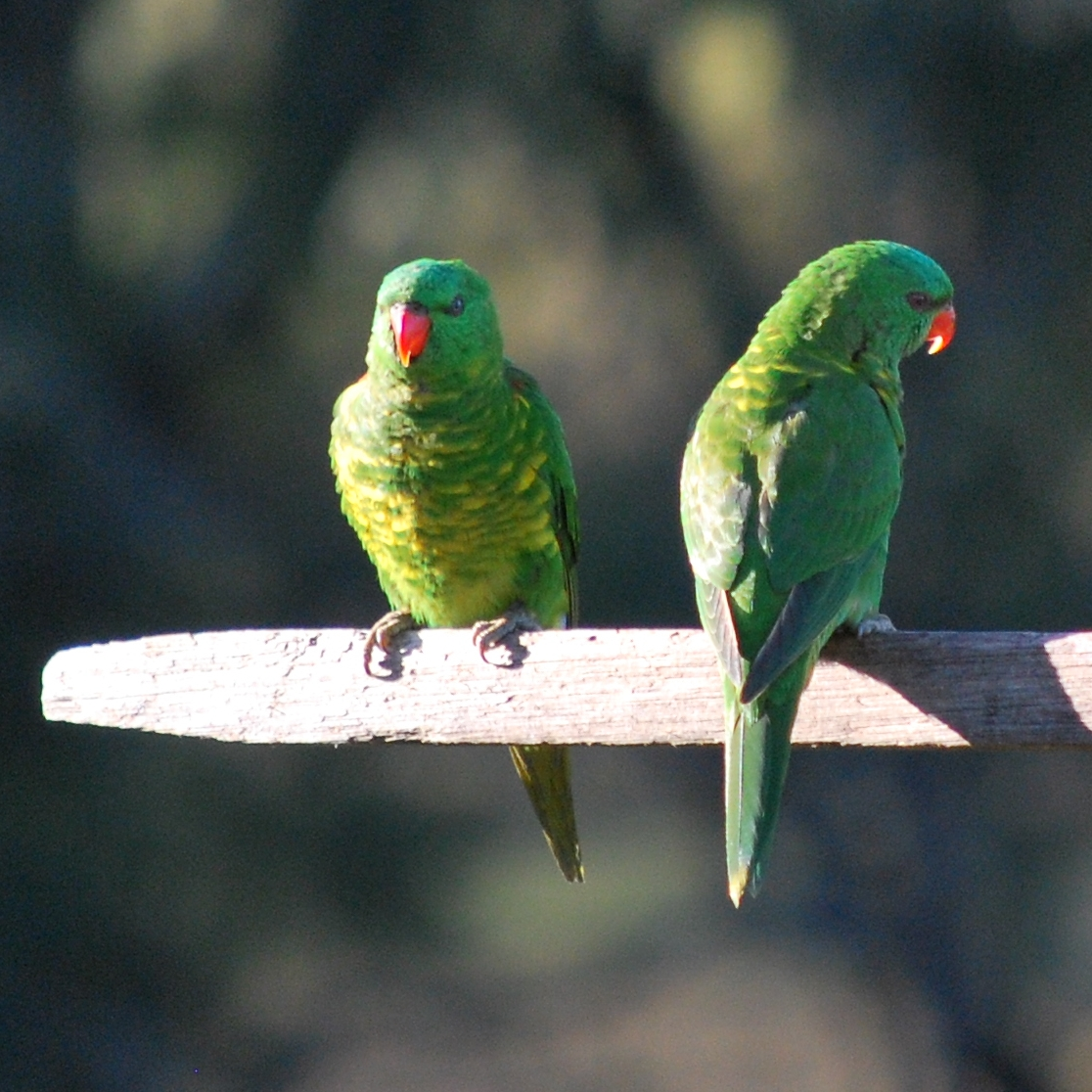
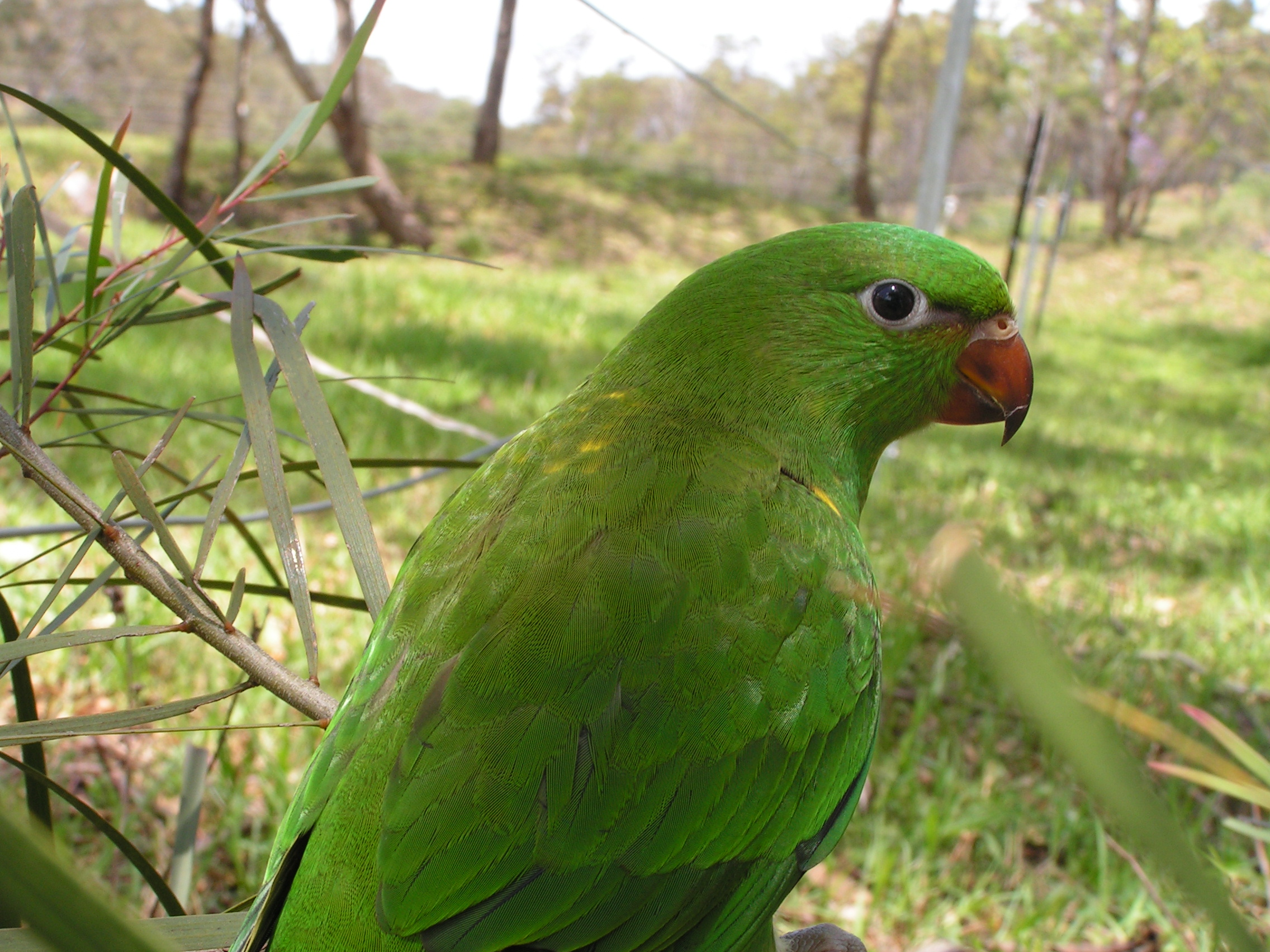
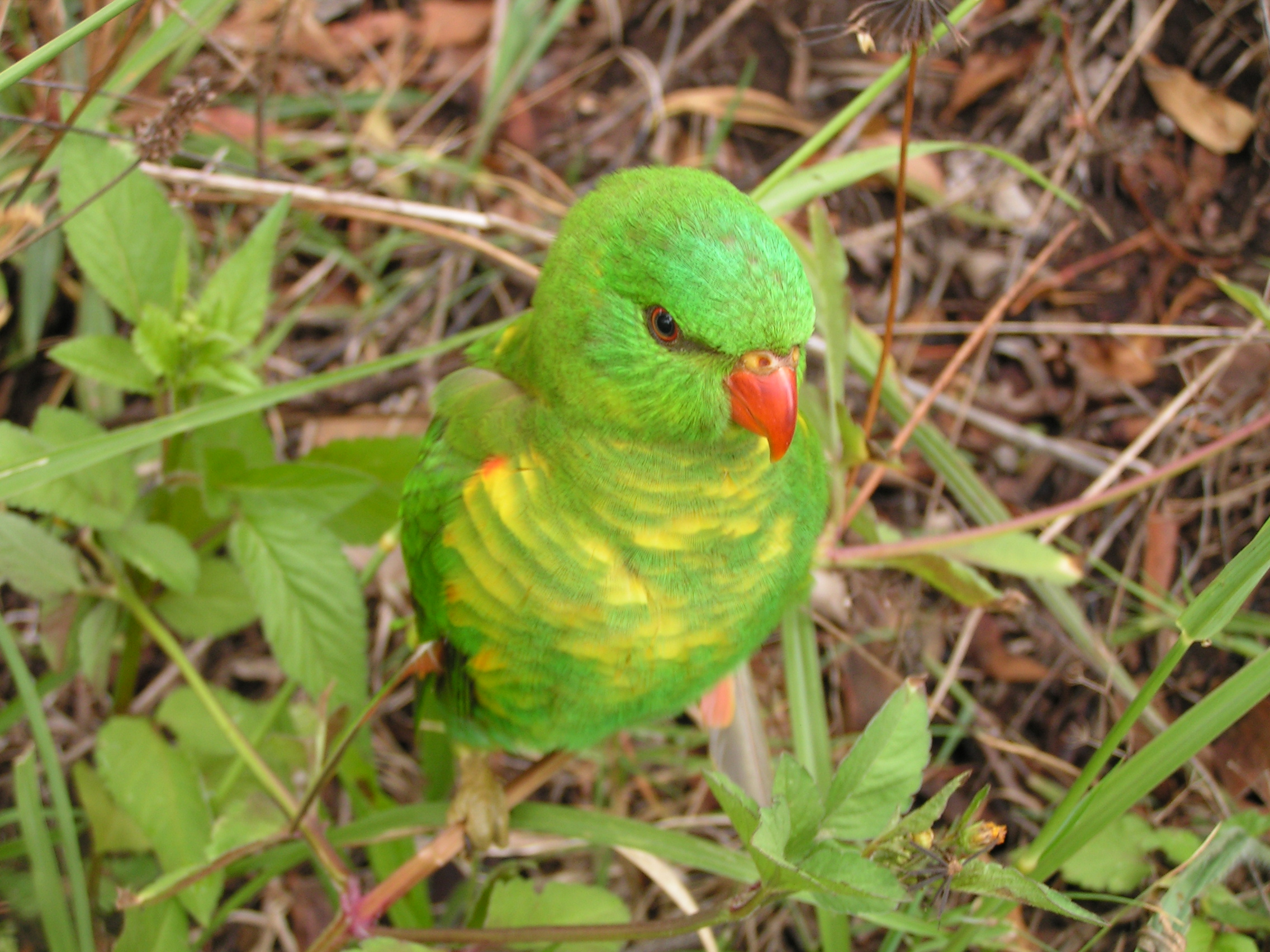
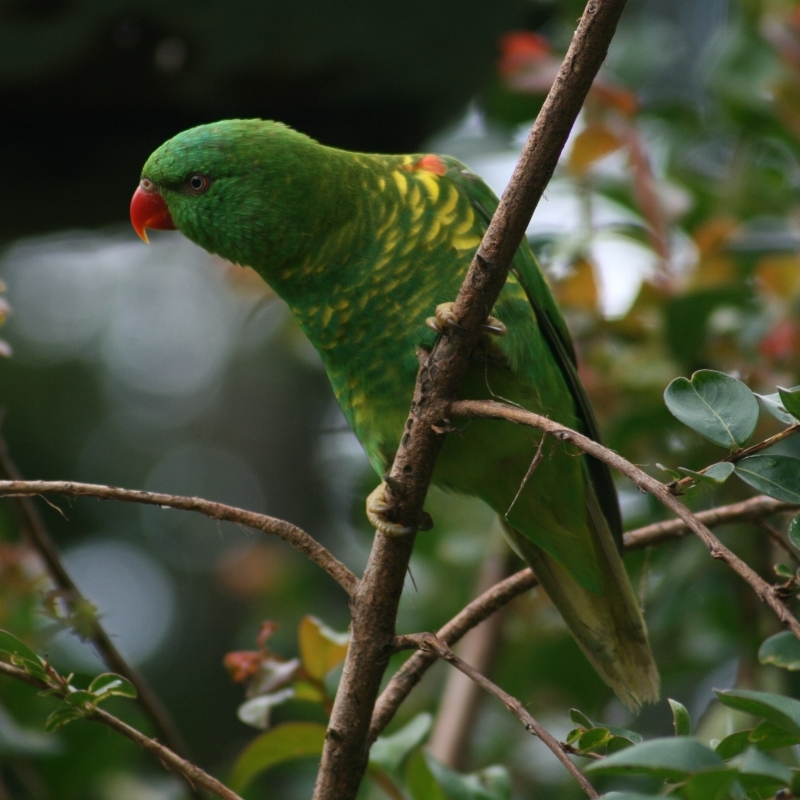